# Déjà vu (album Giorgio Moroder)
Déjà vu è il quattordicesimo album in studio del musicista italiano Giorgio Moroder, pubblicato il 16 giugno 2015 dalla Sony Music.

## Descrizione
Si tratta del primo album in studio di Moroder a distanza di trent'anni dall'uscita di Innovisions e di Philip Oakey & Giorgio Moroder, pubblicati entrambi nel 1985, e ha visto la partecipazione vocale di vari artisti della scena musicale internazionale, come Britney Spears, Sia, Charli XCX, Kelis e Foxes. Riguardo alla pubblicazione, lo stesso Moroder ha dichiarato:
Ad anticiparne l'uscita sono stati tre singoli. Il primo, intitolato 74 Is the New 24, è stato reso disponibile per il download digitale a partire dal 17 novembre 2014, periodo nel quale Moroder ha annunciato la pubblicazione dell'album. Il secondo singolo è stato invece Right Here, Right Now, pubblicato il 19 gennaio 2015 e che vanta la partecipazione vocale della cantante australiana Kylie Minogue. Il terzo singolo anticipatore dell'album è stato l'omonimo Déjà vu, realizzato con Sia, pubblicato digitalmente il 17 aprile 2015 e successivamente entrato in rotazione radiofonica il 15 maggio dello stesso anno.
L'album contiene inoltre una reinterpretazione del singolo Tom's Diner della cantante statunitense Suzanne Vega, estratta successivamente come singolo il 9 ottobre 2015 con la partecipazione della cantante Britney Spears.

## Tracce
1. 4 U with Love – 2:36
2. Déjà vu (feat. Sia) – 3:20
3. Diamonds (feat. Charli XCX) – 3:31
4. Don't Let Go (feat. Mikky Ekko) – 4:29
5. Right Here, Right Now (feat. Kylie Minogue) – 3:30
6. Tempted (feat. Matthew Koma) – 3:22
7. 74 Is the New 24 – 4:01
8. Tom's Diner (feat. Britney Spears) – 3:32 – originariamente interpretata da Suzanne Vega
9. Wildstar (feat. Foxes) – 3:47
10. Back & Forth (feat. Kelis) – 3:04
11. I Do This for You (feat. Marlene) – 3:23
12. La disco – 3:32

Tracce bonus nell'edizione giapponese
1. Magnificent – 3:32
2. City Lights – 3:15
3. Timeless (feat. Markus Schulz) – 4:19
4. 74 Is the New 24 (Lifelike & Kris Menace Remix) – 5:36
5. Right Here, Right Now (Ralphi Rosario Club Mix) – 7:52
6. Right Here, Right Now (Kenny Summit Dub Remix) – 6:32

CD bonus nell'edizione speciale
1. Magnificent – 3:32
2. City Lights – 3:15
3. Timeless (feat. Markus Schulz) – 4:19
4. 74 Is the New 24 (Lifelike & Kris Menace Remix) – 5:36

## Classifiche
| Classifica (2015)              | Posizione massima |
| ------------------------------ | ----------------- |
| Australia                      | 23                |
| Austria                        | 72                |
| Belgio (Fiandre)               | 52                |
| Belgio (Vallonia)              | 83                |
| Francia                        | 127               |
| Germania                       | 31                |
| Italia                         | 18                |
| Paesi Bassi                    | 50                |
| Regno Unito                    | 30                |
| Spagna                         | 96                |
| Stati Uniti                    | 72                |
| Stati Uniti (dance/electronic) | 1                 |
| Svizzera                       | 22                |